# Operación rosa rosa
Operación rosa rosa es una película argentina de 1974, dirigida por Leo Fleider. Protagonizada por Sandro y Laura Bove en los papeles principales.

## Sinopsis
Sandro interpreta a un atractivo cantante de fama internacional que es contactado por los servicios secretos de su país. Su objetivo es desbaratar los planes del siniestro industrial 'Papa Andrés', quien a través de la maligna organización 'Medusa' intenta apoderarse del poder usando un arma que provoca síncopes cardíacos instantáneos. Junto a su novia, Sandro deberá infiltrarse en la banda y acceder al laboratorio para destruir el arsenal bacteriológico. En el camino tendrá que deshacerse de sus enemigos usando sofisticado armamento, artes marciales, veloces automóviles... y los poderes del encanto y la seducción.

## Reparto
- Sandro
- Laura Bove
- Luis Tasca
- Ricardo Morán
- Carlos Muñoz
- Luis Orbegoso
- Alberto Golán
- Ricardo Golán
- Fernando Tacholas Iglesias
- Carlos Bianquet
- Graciela Nilson

## Canciones
- Mi amigo el Puma
- Volverán los días
- Con diez años más
- ¿Dónde vas los domingos?
- El maniquí
- Dime qué más quiero